# Helosciomyza ferruginea
Helosciomyza ferruginea är en tvåvingeart som beskrevs av Friedrich Georg Hendel 1917. Helosciomyza ferruginea ingår i släktet Helosciomyza och familjen Helosciomyzidae. Inga underarter finns listade i Catalogue of Life.